# Tenbury (parish)
Tenbury är en parish i Malvern Hills i Storbritannien.   Den ligger i grevskapet Worcestershire och riksdelen England, i den södra delen av landet, 190 km nordväst om huvudstaden London. Orten har 3 069 invånare (2011).